# Frans Wilhelm Johansson
Jonas Frans Wilhelm Johansson, född 19 december 1851 i Vårdsbergs socken, död 22 januari 1922 i Motala, var en svensk kakelugnsmakare, egnahemsrörelsegrundare och tidskriftsredaktör.
Frans Wilhelm Johansson var son till bonden Johan Wilhelm Jonson. I ungdomen arbetade han som dräng hos fadern men trivdes inte och begav sig till Stockholm där han efter olika tillfälliga arbeten kom att utbilda sig till kakelugnsmakare. Vid mitten av 1880-talet återvände han till Östergötland där han först slog sig ned i Vadstena, senare i Kristbergs socken och därefter i Motala. Johansson blev tidigt social engagerad och såg hur många av de jordlösa familjerna tvingades lämna landet i brist på möjlighet att försörja sig. Två av hans bröder emigrerade till USA och Frans Wilhelm Johansson övervägde själv möjligheten men bestämde sig för att stanna i landet. Många av torparna hade dryga dagsverksskyldigheter och tvingade oftast lämna sina torp sedan de på grund av sjukdom eller ålder inte längre kunde arbeta. Villkoren för statarna på de stora jordgodsen var ofta bedrövliga medan ofta jorden vid de stora godsen som skulle kunnat försörja många familjer vansköttes av ägarna. 1890 bildade han och organiserade Jordbruksföreningen i Godegårds socken som skulle köpa upp gods för att stycka av dem i mindre lotter för att ge möjlighet åt jordbruksarbetare att få sina egna hemman. Försöket misslyckades men 1892 gjordes ett nytt försök i Kristbergs socken där Föreningen Egna Hem bildades. Denna gång var planerna inte bara att köpa upp mark för att styckas av till småjordbruk utan även att stycka av mindre tomter för uppförande av bostadshus i anslutning till städerna, i första hand Motala där man redan 1894 köpte in fastigheter. Flerfamiljshusen avsågs att ägas och förvaltas gemensamt och kom att fungera som en föregångare till senare tiders bostadsrättsföreningar. Frans Wilhelm Johansson kom att fungera som rörelsens ledare fram till dess han på grund av sjukdom måste lämna posten 1917. Han var även 1906 ledamot av den statliga kommittén rörande egnahemslånerörelsen. 1907 var han initiativtagare till Egna hems låneförmedlingsförening i Motala och 1913 till Egna hems ömsesidiga brandförsäkringsförening. 1915-1916 var han redaktör för tidskriften Egna hem. Wilhelm Johansson innehade även flera kommunala uppdrag.